# Luxemburg op de Olympische Zomerspelen 1920

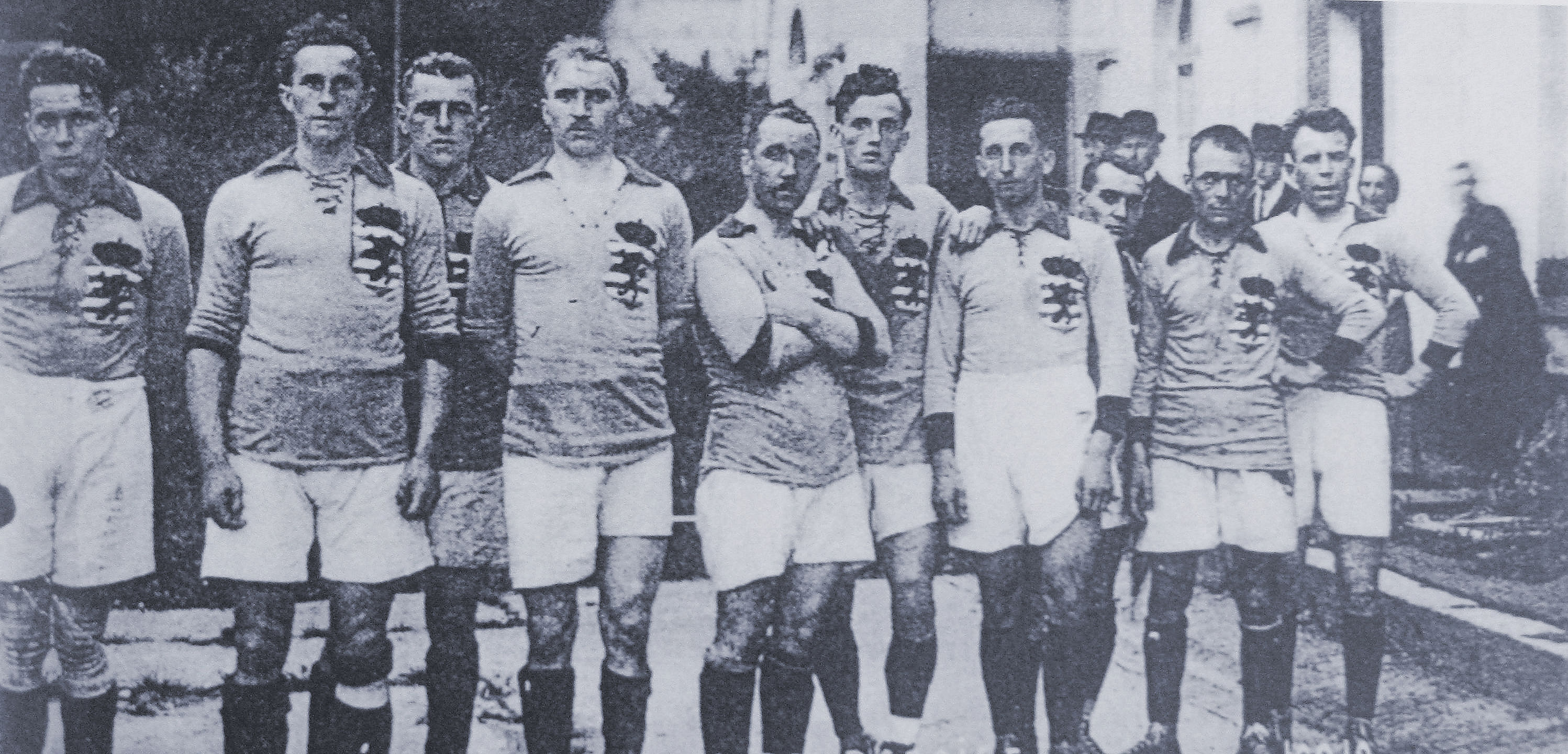
Luxemburgs olympisch voetbalelftal, 1920

Luxemburg nam deel aan de Olympische Zomerspelen 1920 in Antwerpen, België. Het was de tweede deelname van Luxemburg aan de Zomerspelen. In het gewichtheffen werd de eerste, officiële, olympische medaille voor Luxemburg behaald. Joseph Alzin won de zilveren medaille bij de zwaargewichten in het gewichtheffen.
De eerste olympische medaille door een Luxemburger behaald was op de Spelen van 1900, Michel Théato won goud op de marathon, het Internationaal Olympisch Comité kent de gouden medaille echter toe aan Frankrijk.
In 1912 nam Nicolas Kanivé deel bij het team turnen, deze editie kwam hij individueel uit in de atletiek. Hij is daarmee de eerste Luxemburger die tweemaal aan de Spelen deelnam.

## Medailleoverzicht
| Sport         | Olympiër     | Onderdeel   | Medaille |
| ------------- | ------------ | ----------- | -------- |
| Gewichtheffen | Joseph Alzin | +82,5kg (m) | Zilver   |

## Deelnemers en resultaten
(m) = mannen, (v) = vrouwen 

### Atletiek
| Olympiër                                          | Discipline       | Resultaat | Prestatie                                |
| ------------------------------------------------- | ---------------- | --------- | ---------------------------------------- |
| Jean Colbach                                      | 100m (m)         | series    | serie 7: 5de                             |
| Paul Hammer                                       | 100m (m)         | series    | serie 1: 6de                             |
| Alex Servais                                      | 100m (m)         | series    | serie 5: 5de                             |
| Paul Hammer                                       | 200m (m)         | series    | serie 4: 4de in 24,0                     |
| Jean Colbach                                      | 100m (m)         | DNS       | serie 1: niet gestart                    |
| Paul Hammer                                       | 100m (m)         | DNS       | serie 8: niet gestart                    |
| Jean Proess                                       | 100m (m)         | 32e       | serie 9: 3de in 53,2                     |
| Jean Proess                                       | 800m (m)         | series    | serie 1: 9de in 2.12,00                  |
| Jean Colbach Paul Hammer Jean Proess Alex Servais | 4x100m (m)       | 6e        | serie 1: 2de in 44,4 finale: 6de in 43,6 |
| Paul Hammer                                       | verspringen (m)  | 28e       | kwalificatie: 28ste met 5,45m            |
| Nicolas Kanivé                                    | verspringen (m)  | 29e       | kwalificatie: 29ste met 5,415m           |
| Henri Pleger                                      | verspringen (m)  | 23e       | kwalificatie: 23ste met 5,815m           |
| Henri Pleger                                      | hoogspringen (m) | 20e       | kwalificatie: 20ste met 1,60m            |
| Alex Servais                                      | speerwerpen (m)  | 21e       | kwalificatie: 21ste met 40,08m           |

### Gewichtheffen
| Olympiër       | Discipline  | Resultaat | Prestatie      |
| -------------- | ----------- | --------- | -------------- |
| Michel Mertens | -60kg (m)   | DNF       | niet gefinisht |
| Johny Grün     | -67,5kg (m) | 8e        | 210kg          |
| Joseph Alzin   | +82,5kg (m) | Zilver    | 260kg          |

### Voetbal
| Olympiër | Discipline | Resultaat | Prestatie                        |
| --- | ---------- | --------- | -------------------------------- |
| Charles Krüger Joseph Koetz Thomas Schmit Émile Hamilius Martin Ungeheuer Camille Schumacher Arthur Leesch Joseph Massard Robert Elter François Langers Léon Metzler | mannen     | 10e       | 1ste ronde: V van Nederland: 0-3 |

### Wielersport
| Olympiër     | Discipline | Resultaat | Prestatie      |
| ------------ | ---------- | --------- | -------------- |
| Jean Majérus | sprint (m) | series    | serie 5: 3de   |
| Jean Majérus | 50km (m)   | DNF       | niet gefinisht |

### Worstelen
| Olympiër        | Discipline     | Resultaat      | Prestatie                                                                              |
| Grieks-Romeins  | Grieks-Romeins | Grieks-Romeins | Grieks-Romeins                                                                         |
| --------------- | -------------- | -------------- | -------------------------------------------------------------------------------------- |
| Michel Dechmann | -75kg (m)      | 10e            | 1ste ronde: vrij 2de ronde: V van SWE Westergren herkansingen: V van BEL Vanderleenden |
| Oscar Theisen   | -82,5kg (m)    | 17e            | 1ste ronde: V van TCH Tázler                                                           |

### Zwemmen
| Olympiër        | Discipline          | Resultaat | Prestatie    |
| --------------- | ------------------- | --------- | ------------ |
| Léon Pesch      | 100m vrije slag (m) | series    | serie 4: 4de |
| Théodore Michel | 200m schoolslag (m) | series    | serie 2: 4de |

Argentinië · Australië · België · Brazilië · Brits-Indië · Canada · Chili · Denemarken · Egypte · Estland · Finland · Frankrijk · Griekenland · Groot-Brittannië · Italië · Japan · Joegoslavië · Luxemburg · Monaco · Nederland · Nieuw-Zeeland · Noorwegen · Portugal · Spanje · Tsjecho-Slowakije · Verenigde Staten · Zuid-Afrika · Zweden · Zwitserland